# Château de Villars-Fontaine
Le château de Villars-Fontaine est un château moderne situé à Villars-Fontaine (Côte-d'Or) en Bourgogne-Franche-Comté.

## Localisation
Le château est implanté 1 rue de Vergy au nord-ouest du village, en rive ouest de la RD35 et sur les coteaux proches du Meuzin.

## Historique
Au Moyen Âge une puissante forteresse de la colline de Vergy, bastion de la famille, abrite la congrégation des chanoines du chapitre collégial de Saint-Denis. En 1609, Henri IV la fait raser et les bâtiments des chanoines sont vendus à Antoine de Latour qui les transforme en château que Pierre Mongeard rachète en 1864. Viticulteur et œnologue reconnu et atypique, Bernard Hudelot (1942-2019) achète le château qui unifie le domaine viticole de 33 hectares qu'il a créé progressivement depuis 1971 autour de Villars-Fontaine, son village natal,.

## Architecture
Le cellier des chanoines est vouté d’arêtes avec piliers carrés. En sous-sol, deux caves voutées plein cintre parallèles sont reliées par deux passages. Sur ces éléments du  XIIe siècle, le château de plan rectangulaire comprend un rez-de-chaussée et trois étages dont un de comble percé de lucarnes sous toit à croupes couvert de tuiles plates.
Les communs comprennent plusieurs bâtiments rectangulaires avec toits à longs-pans. Celui du sud accueille la chapelle.